# Пес Барбос і незвичайний крос
«Пес Барбо́с і незвича́йний крос» (рос. «Пёс Барбос и необычный кросс»)— російська радянська короткометражна комедія, знята 1961 року за фейлетоном Степана Олійника на кіностудії «Мосфільм» режисером Леонідом Гайдаєм. Входить в альманах «Цілком серйозно». Це перший твір про тріо шахраїв: Боягуза, Балбеса і Бувалого. Фільм номінували на Золоту пальмову гілку на Каннському кінофестивалі 1961 року як найкращий короткометражний фільм. Існує легенда, згідно з якою музичну доріжку зробили вже для готового й змонтованого фільму, і тому Микита Богословський особисто диригував оркестром для запису музичної доріжки в той час, коли стрічка була вже на екрані. 

## Знімання фільму
- Фільм знімався в околицях селища Снігурі в Істринському районі Підмосков'я, на мальовничому березі річки Істра, сьогодні забудованому котеджними селищами. Сцени з вибухом динаміту й деревом, що горіло наприкінці, знімались поруч дачі Івана Семеновича Козловського, що розташована в сусідньому дачному товаристві «Майстри мистецтв» у селі Жевнево[1][2].
- Матеріалу фільму було знято на пів години. Режисер Леонід Гайдай скоротив його до десяти хвилин і забрав багато трюків, які згодом використовувались в «Самогонниках»[3].
- Молодий режисер Леонід Гайдай закінчив роботу і показав її метру радянського кіно Івану Олександровичу Пир'єву. Той посміхнувся і доброзичливо сказав «Ще навчишся…», перемонтував фільм, скоротивши майже в 4 рази.[4]
- Для знімання Юрію Нікуліну наклеювали великі вії:

Леонід Гайдай Юрію Нікуліну: У вас і так смішне обличчя. Потрібно тільки деталь придумати. Нехай приклеять великі вії. А ви кліпайте очима. Від цього обличчя буде виглядати ще дурніше

## Сюжет
Трійця розбишак Боягуз, Бельбас і Бувалий займалася браконьєрством — ловила рибу за допомогою динаміту. Разом із браконьєрами перебувала собака на кличку Барбос. Рікою пропливає «Рибнагляд», тому головні герої вдають із себе чесних рибалок-туристів. 
Згодом трійця кидає в річку динамітну шашку, проте Барбос, який раніше бігав за палицями, сприймає це як гру. Усвідомивши, що собака принесе динаміт під ноги, браконьєри кидаються навтьоки. На шляху розбійникам трапляються численні перепони, тому вони спотикаються, падають, що додає комізму в сюжет. Зрештою Барбос наздоганяє браконьєрів, палкий гніт доходить до начиння динаміту, і лунає потужний вибух, який, власне, й оглушує трійцю розбишак.

## У ролях
- Георгій Віцин — Боягуз
- Євген Моргунов — Бувалий
- Юрій Нікулін — Балбас

## Цікаві факти
Цей фільм, у якому вперше з'явилася знаменита трійця: Боягуз (Георгій Віцин), Балбес (Юрій Нікулін) і Бувалий (Євген Моргунов), знятий за віршем (фейлетоном) українського письменника Степана Олійника під назвою «Пес Барбо́с і повчальний крос». Якби Степан Олійник не написав цей вірш, то знаменитої трійці могло б і не бути.